# 楠梓坑溪
楠梓坑溪是台灣高雄市境內一條小型溪流，為後勁溪的最大支流。該溪流經楠梓市區的部分有加蓋，上游則靠近大社石化工業區。並且還有林仔邊溝、幫陷溝、大陂溝等分支，同時與總督陂等水埤相連。